# Красний Степ (Бєлгородська область)
Красний Степ (рос. Красная Степь) — хутір у Корочанському районі Бєлгородської області Російської Федерації.
Населення становить 2 особи. Входить до складу муніципального утворення Бубнівське сільське поселення.

## Історія
Населений пункт розташований у східній частині української суцільної етнічної території — східній Слобожанщині.
Згідно із законом від 20 грудня 2004 року № 159 від 20 грудня 2004 року органом місцевого самоврядування є Бубнівське сільське поселення.

## Населення
| 2002 | 2010 |
| ---- | ---- |
| 6    | ↘2   |